# Marshall Joseph Caifano
John Caifano (născut Marcello Giuseppe Caifano) (n. 19 iulie 1911 - 6 septembrie 2003) a fost un mafiot din Chicago ce a devenit un membru important al familiei mafiote din Chicago. Mai târziu și-a schimbat numele în John Marshall când s-a mutat în Las Vegas. 